# زنوری

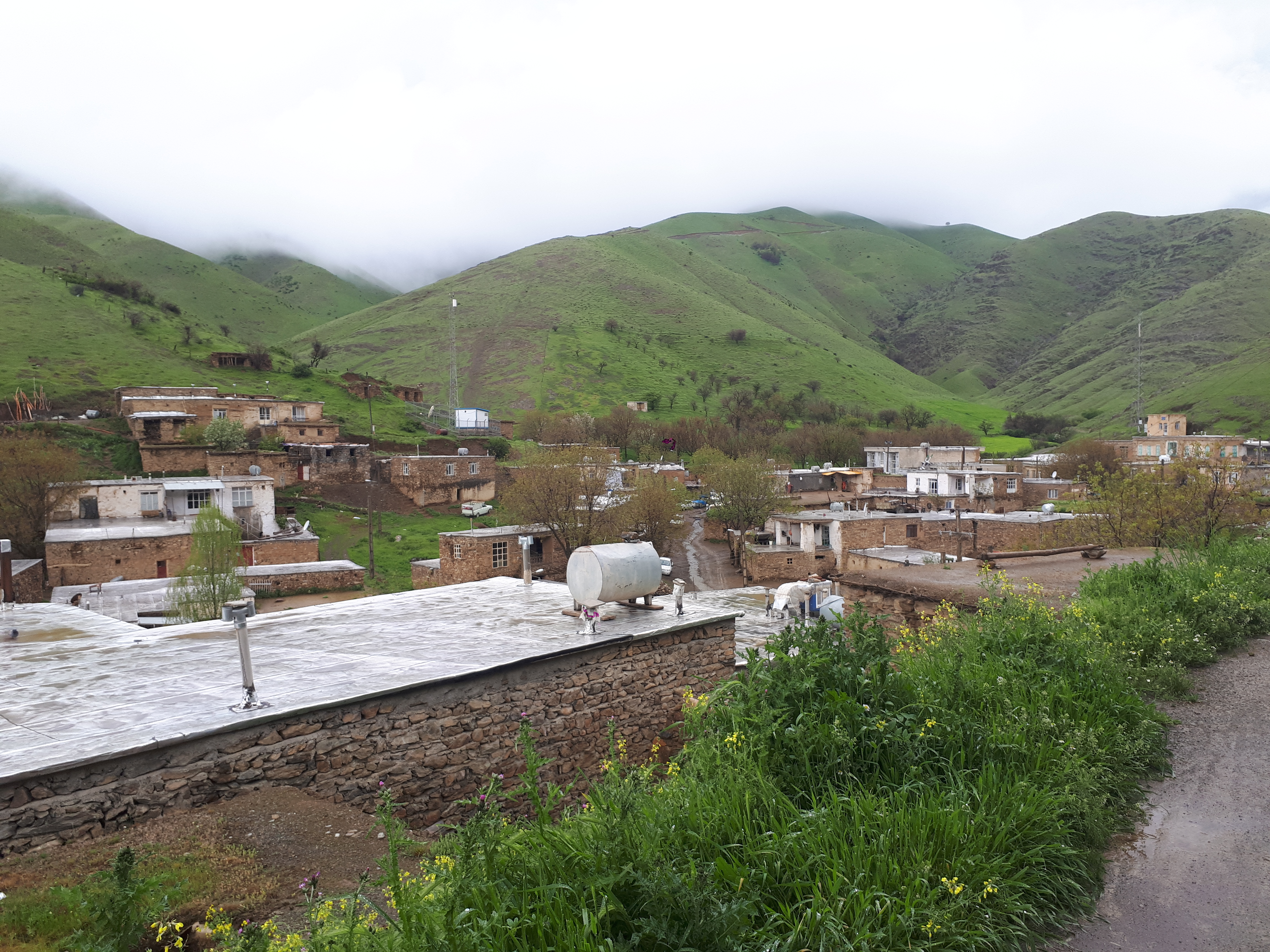
روستای زنوری

زنوری، روستایی از توابع بخش کلاترزان شهرستان سنندج در استان کردستان است.
روستای زنوری به نام فرج الله خان زنوری هم شناخته شده است که در زمان حکومت محمد رضا شاه پهلوی، بخشدار و رییس منطقه کوماسی و کلاترزان بوده است. وی در فروردین۱۳۲۷ اولین مکتب منطقه را در در این روستا بنا نهاد که در آمورش و ترغیب به سواد آموزی در دیگر روستاهای منطقه نیز موثر بود. هم اکنون خانه ایشان که بیش از صد سال از دوره ساخت آن میگذرد؛ به عنوان یک مکان گردشگری شناخته شده است.

## منابع

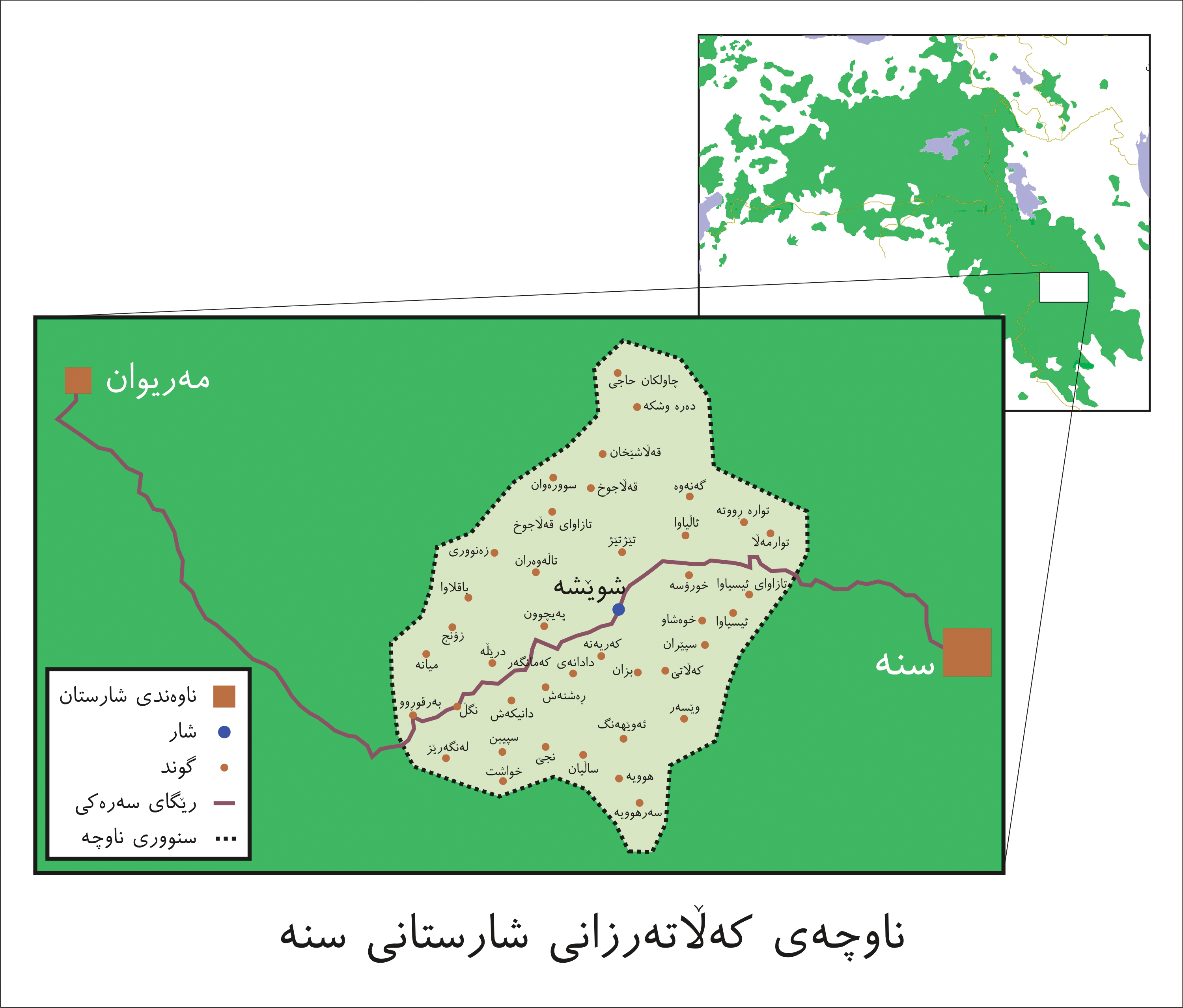
نقشه کلاترزان (یکی از بخشهای شهرستان سنندج)

## جمعیت
این روستا در دهستان کلاترزان قرار دارد و براساس سرشماری مرکز آمار ایران در سال ۱۳۸۵، جمعیت آن ۱۶۲ نفر (۴۵خانوار) بوده‌ است.

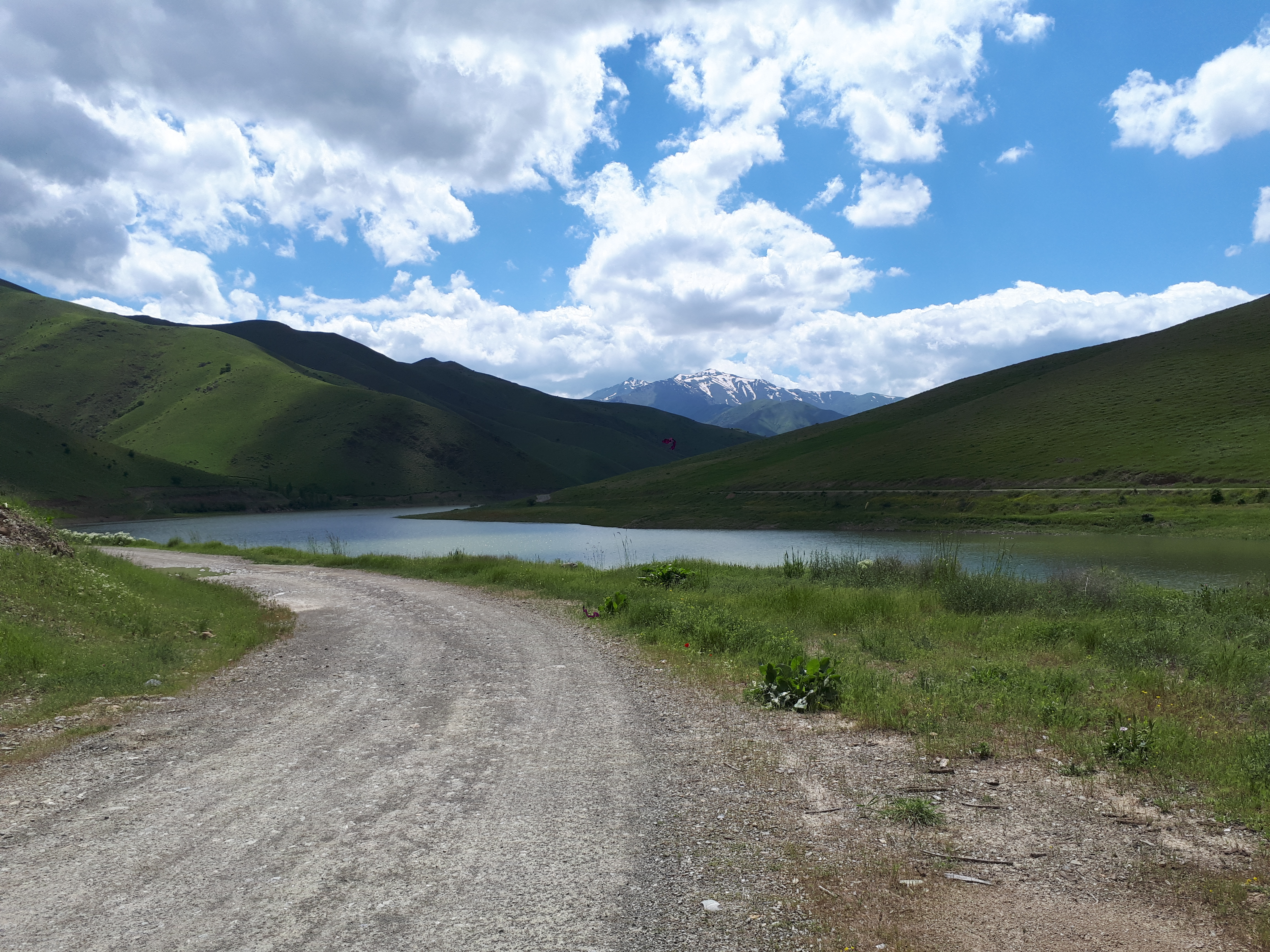
سد آزاد